# Брозголь, Николай Израилевич
Николай (Нохем) Израилевич Брозголь (31 августа 1912, село Затишное, Российская империя — 8 апреля 1974, Ленинград) — советский военнослужащий, участник Великой Отечественной войны, командир 24-й 
отдельной гвардейской тяжёлой пушечной артиллерийской бригады 38-й армии 1-го Украинского фронта, Герой Советского Союза, гвардии полковник.

## Биография
Родился в семье рабочего. Еврей.
Окончил механический техникум. Работал мастером механического цеха на заводе в Ленинграде.
В Красной Армии с 1932 года. Член КПСС с 1932. В 1936 году окончил Военное училище им. ВЦИК РСФСР, в 1940 — КУКС.
В действующей армии с июня 1941 года. 24-я гвардейская отдельная тяжёлая пушечная артиллерийская бригада (38-я армия, 1-й Украинский фронт), которой командовал гвардии полковник Брозголь, в сентябре—октябре 1943 обеспечивала форсирование войсками р. Днепр и захват плацдарма, а в начале ноября содействовала частям армии в освобождении Киева.
После войны служил в Советской Армии. В 1947 году окончил Высшую офицерскую артиллерийскую школу.
С 1956 года — в запасе. Жил и работал в Ленинграде, где и умер. Похоронен на Южном кладбище (1-й Сиреневый участок) города Санкт-Петербурга.

## Награды
- Указом Президиума Верховного Совета СССР от 16 мая 1944 года за образцовое выполнение заданий командования и проявленные мужество и героизм в боях с немецко-фашистскими захватчиками гвардии полковнику Николаю Израилевичу Брозголю присвоено звание Героя Советского Союза с вручением ордена Ленина и медали «Золотая Звезда» (№ 4096).
- Награждён орденом Ленина, четырьмя орденами Красного Знамени, орденами Богдана Хмельницкого 2-й степени, Отечественной войны 1-й степени, двумя орденами Красной Звезды, медалями. Также во время войны награждён Великобританией золотым знаком офицера Ордена Британской империи (4-го класса)[2].

Могила Брозголя на Южном кладбище Санкт-Петербурга.

## Память
- В 1982 году на родине Героя, в селе Затишном на памятной стеле была установлена мемориальная доска.